# Revenge of the Mysterons from Mars
Revenge of the Mysterons from Mars is een Britse televisiefilm uit 1980. De film bestaat uit beeldmateriaal van de televisieserie Captain Scarlet and the Mysterons.

## Productie
De film werd gemaakt door ITC Entertainment. De afleveringen die als basis dienden voor de film zijn "Lunarville 7", "Crater 101" en "Dangerous Rendezvous". De film is een vervolg op Captain Scarlet vs the Mysterons.
Revenge of the Mysterons from Mars werd tweemaal uitgebracht op video. Eerst door "Channel 5" in de jaren 80, en later door PolyGram in 1992.
De film werd bespot in een van de oudste afleveringen van de televisieserie Mystery Science Theater 3000.

## Rolverdeling (stemacteurs)
| Acteur           | Personage                                  |
| ---------------- | ------------------------------------------ |
| Francis Matthews | Captain Scarlet                            |
| Ed Bishop        | Captain Blue                               |
| Donald Gray      | Colonel White, Captain Black, de Mysterons |
| Cy Grant         | Lieutenant Green                           |
| Sylvia Anderson  | Melody Angel                               |
| Liz Morgan       | Destiny Angel                              |